# Frans Thévelin
Frans Thévelin (Mesen, 9 maart 1925 – Ieper, 6 december 2005) was een Belgisch coureur en veertig jaar lang organisator van de rally de 24 uren van Ieper.
Thévelin heeft zelf deel genomen aan autorally's tot eind jaren zeventig. In 1965 organiseerde hij de rally van Ieper, toen nog 6 uur lang, voor het eerst. Het evenement groeide in de jaren daarna uit tot de 12 uren van Ieper, om daarna te verdubbelen tot een 24-uursrace.
Hij was de oudste zoon van notaris Emile Thévelin te Mesen. Hij werkte te Ieper als verzekeringsmakelaar.